# Michael Berkeley
Michael Fitzhardinge Berkeley (ur. 29 maja 1948) – brytyjski kompozytor i dziennikarz muzyczny, najstarszy syn kompozytora Lennoxa Berkeleya i Fredy Bernstein, córki Issaca Bernsteina. Był chórzystą w katedrze westminsterskiej i śpiewał utwory swojego ojca chrzestnego, Benjamina Brittena.
Studiował komponowanie, śpiew i grę na pianinie w Królewskiej Akademii Muzycznej, ale rychło porzucił dwa ostatnie kierunki i skupił się na komponowaniu. W 1977 r. otrzymał Nagrodę Guinnesa za Kompozycję. Dwa lata później został asystentem kompozytora w Scottish Chamber Orchestra. Obecnie jest jednym z kompozytorów w BBC National Orchestra of Wales. Jest również profesorem gościnnym Royal Walsh College of Music & Drama. W latach 1995–2004 był dyrektorem artystycznym Międzynarodowego Festiwalu Cheltenham. W 2001 r. został dyrektorem Królewskiego Baletu.
Napisał m.in. koncert na obój (1977 r.), oratorium Or Shall We Die? (1982 r.), Gethsemani Fragment (1990 r.), operę Baa Baa Balck Sheep (z librettem Davida Maloufa, na podstawie wydarzeń z dzieciństwa Rudyarda Kiplinga, 1993 r.), Secret Garden (1997 r.) oraz The Garden of Earthy Delights (1998 r.). W 2000 r. skomponował drugą operę Jane Eyre. 
Berkeley pracował również jako dziennikarz muzyczny dla radia i telewizji, na przykład dla BBC Radio 3 przy programie Private Passions, w którym znane osobistości opowiadają o swoich gustach muzycznych. W 1997 r. w jego programie pojawił się 112-letni perkusista wiedeński Manfred Sturmer, który opowiadał anegdoty o Brahmsie, Clarze Schumann, Strussie, Schönbergu i innych tak realistycznie, że słuchacze nie zorientowali się, że była to mistyfikacja przygotowana przez Berkeleya i Johna Sessionsa.
W 1979 r. poślubił Deborah Jane Coltman-Rogers, córkę Guya Coltman-Rogersa. Para nie ma własnych dzieci, małżonkowie mają adoptowaną córkę, Jessicę Rose (ur. 1986). Rodzina mieszka obecnie na Blenheim Crescent 49 w Londynie.